# TnT
TNT är ett musikalbum från 1978 av countrysångaren Tanya Tucker. På detta album fanns en av hennes största hitlåtar, "Texas (When I Die)"

## Låtlista
1. "Lover Goodbye" (Phil Everly/Joey Paige) - 4:15
2. "I'm the Singer, You're the Song" (Jerry Goldstein/Tanya Tucker) - 4:00
3. "Not Fade Away" (Buddy Holly/Norman Petty) - 4:02
4. "Angel from Montgomery" (John Prine) - 4:45
5. "Heartbreak Hotel" (Mae Boren Axton/Tommy Durden/Elvis Presley) - 3:32
6. "Brown Eyed Handsome Man" (Chuck Berry) - 2:18
7. "The River and the Wind" (Jim Weatherly) - 4:02
8. "If You Feel It" (Jimmy Ford/Jerry Goldstein) - 4:37
9. "It's Nice to Be With You" (Jerry Goldstein) - 3:30
10. "Texas (When I Die)" (Bobby Borchers/Ed Bruce/Patsy Bruce) - 4:50

## Medverkande musiker
- Tanya Tucker, sång
- John Hobbs, piano
- Paul Leim, trummor
- Jerry Scheff, bas
- Jerry Swallow, elgitarr och dobro
- Billy Joe Walker Jr, el- och akustisk gitarr, samt mandolin